# حزب کمونیست سیاسی - نظامی
Partito Comunista Politico-Militare (حزب کمونیست سیاسی - نظامی) (PCPM) یک سازمان تروریستی ایتالیایی است که در سال ۲۰۰۷ آشکار شد و با بریگاد سرخ مرتبط است.
۱۵ عضو این حزب در طی عملیاتی در ماه فوریه ۲۰۰۷ دستگیر شدند، از جمله آلفردو داوانزو که قبلاً به ۱۰ سال زندان محکوم شده بود.